# Judith Noyons
« Noyons » redirige ici. Ne pas confondre avec Noyon.
 (février 2019).
Si vous disposez d'ouvrages ou d'articles de référence ou si vous connaissez des sites web de qualité traitant du thème abordé ici, merci de compléter l'article en donnant les références utiles à sa vérifiabilité et en les liant à la section « Notes et références ».
Judith Noyons, née le 6 août 1988 aux Pays-Bas,, est une actrice néerlandaise.

## Filmographie

### Cinéma et téléfilms
- 2012 : Temps de pose : Lena
- 2013 : Feuten: Het Feestje (nl) : Irene
- 2013 : Sky High : Liv
- 2014 : Dokter Deen (nl) : La belle-mère
- 2016 : Heer & Meester (nl) : Marielle
- 2016 : Hoe het zo kwam dat de ramenlapper hoogtevrees kreeg (nl) : Dirkje
- 2017 : Nieuwe tijden (nl) : Moon van Panhuys
- 2017 : Vaders & Moeders : Jildou
- 2018 : Mocro Maffia : Sallie

## Théâtre
- 2009 : Heisses Wasser für Alle
- 2010 : Met letters zonder spikkels
- 2010 : De verschrikkelijke moeder
- 2011 : De ziekte die jeugd heet
- 2011 : Polaroids
- 2012 : Leonce und Lena
- 2012 : Tabula Rasa
- 2012 : Solness
- 2013 : Dantons Dood
- 2013 : De Hamletmachine
- 2014 : Robin Hood
- 2015 : Summer of '69
- 2015 : Disco Pigs
- 2016 : Don Carlos
- 2016 : Alles (en meer)
- 2017 : The Family